# Giuseppe Baldo (calciatore)
Giuseppe Baldo (Piombino Dese, 27 luglio 1914 – Montecatini Terme, 31 luglio 2007) è stato un calciatore e dirigente sportivo italiano, di ruolo centrocampista.
A Piombino Dese, suo paese natale, gli è stato dedicato lo stadio comunale.

## Carriera

### Giocatore

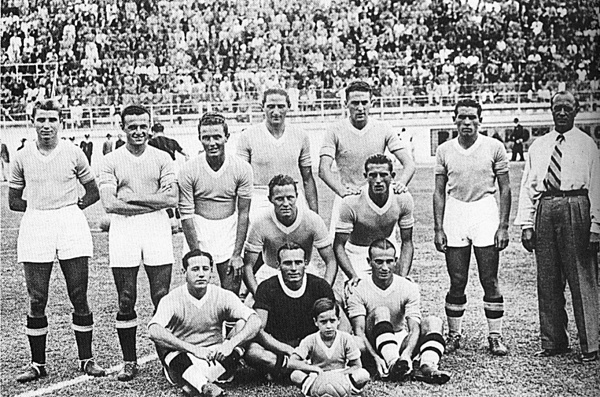
La Lazio del 1936-37, Giuseppe Baldo è in piedi, il terzo da sinistra.

Mediano, iniziò la sua carriera nel Padova, con la quale esordì in Serie A nel corso del campionato 1932-33. Nel 1935 passò alla Lazio, squadra con la quale rimase per 7 stagioni, fino alla fine della carriera di calciatore.
Nel 1936 fu convocato da Vittorio Pozzo per le Olimpiadi di Berlino, dove l'Italia conquistò l'oro. Fu l'ultimo giocatore di quella Nazionale Olimpica a scomparire, nel 2007, a 93 anni.

### Dirigente sportivo
Terminata la carriera di calciatore, lavorò come dirigente nel CONI. Durante la guerra fu Segretario dell'avvocato Giovanni Mauro dal 1943 al 1946.
Nel 1964 fu incaricato da Giulio Onesti al ruolo di direttore della Scuola centrale dello Sport.

## Statistiche

### Cronologia presenze e reti in nazionale
| Cronologia completa delle presenze e delle reti in nazionale ― Italia | Cronologia completa delle presenze e delle reti in nazionale ― Italia | Cronologia completa delle presenze e delle reti in nazionale ― Italia | Cronologia completa delle presenze e delle reti in nazionale ― Italia | Cronologia completa delle presenze e delle reti in nazionale ― Italia | Cronologia completa delle presenze e delle reti in nazionale ― Italia | Cronologia completa delle presenze e delle reti in nazionale ― Italia | Cronologia completa delle presenze e delle reti in nazionale ― Italia |
| Data                                                                  | Città                                                                 | In casa                                                               | Risultato                                                             | Ospiti                                                                | Competizione                                                          | Reti                                                                  | Note                                                                  |
| --------------------------------------------------------------------- | --------------------------------------------------------------------- | --------------------------------------------------------------------- | --------------------------------------------------------------------- | --------------------------------------------------------------------- | --------------------------------------------------------------------- | --------------------------------------------------------------------- | --------------------------------------------------------------------- |
| 3-8-1936                                                              | Berlino                                                               | Italia                                                                | 1 – 0                                                                 | Stati Uniti                                                           | Olimpiadi 1936 - Ottavi di finale                                     | -                                                                     |                                                                       |
| 7-8-1936                                                              | Berlino                                                               | Italia                                                                | 8 – 0                                                                 | Giappone                                                              | Olimpiadi 1936 - Quarti di finale                                     | -                                                                     |                                                                       |
| 10-8-1936                                                             | Berlino                                                               | Norvegia                                                              | 1 – 2 dts                                                             | Italia                                                                | Olimpiadi 1936 - Semifinale                                           | -                                                                     |                                                                       |
| 15-8-1936                                                             | Berlino                                                               | Italia                                                                | 2 – 1 dts                                                             | Austria                                                               | Olimpiadi 1936 - Finale                                               | -                                                                     |                                                                       |
| Totale                                                                |                                                                       | Presenze                                                              | 4                                                                     |                                                                       | Reti                                                                  | 0                                                                     |                                                                       |

## Palmarès

### Nazionale
- Oro olimpico: 1

Berlino 1936